# Eugene Omoruyi
Eugene Omoruyi (ur. 14 lutego 1997 w Beninie) – nigeryjski koszykarz, występujący na pozycji niskiego skrzydłowego, posiadający także kanadyjskie obywatelstwo, od 2023 zawodnik Washington Wizards oraz zespołu G-League – Capital City Go-Go.
W 2021 reprezentował Dallas Mavericks podczas rozgrywek letniej ligi NBA w Las Vegas.
26 grudnia 2021 został zwolniony przez Dallas Mavericks. 2 lipca 2022 zawarł umowę z Oklahoma City Thunder na występy zarówno w NBA, jak i zespole G-League – Oklahoma City Blue. 3 marca 2023 podpisał 10-dniową umowę z Detroit Pistons. 12 lica 2023 podpisał kontrakt z Washington Wizards na występy w NBA, oraz zespole G-League – Capital City Go-Go.

## Osiągnięcia
Stan na 4 października 2023, na podstawie, o ile nie zaznaczono inaczej.
NCAA
- Uczestnik rozgrywek Sweet 16 NCAA (2021)
- Mistrz sezonu zasadniczego konferencji Pac-12 (2021)
- Zaliczony do:
  - I składu Pac-12 (2021)
  - II składu All-Met (2019)
  - składu honorable mention Big Ten (2019)
- Zawodnik tygodnia Pac-12 (7.12.2020)